# Negra, Punta (udde i Antarktis, lat -62,41, long -59,62)
Negra, Punta är en udde i Antarktis. Den ligger i Sydshetlandsöarna. Argentina, Chile och Storbritannien gör anspråk på området.
Terrängen inåt land är kuperad åt sydost, men åt nordväst är den platt. Havet är nära Negra, Punta åt sydväst. Trakten är glest befolkad. Närmaste befolkade plats är Maldonado Station, 7,6 km sydväst om Negra, Punta. 